# Кухтым
Кухтым (в верховье Полдневой Кухтым) — река в России, протекает в Добрянском районе Пермского края. Устье реки находится в 35 км по левому берегу реки Вильва. Длина реки составляет 13 км.
Река берёт начало южнее пристанционного посёлка Кухтым, исток находится на западных предгорьях Среднего Урала. Течёт на восток, всё течение проходит по ненаселённой местности. Приток — Северный Кухтым (левый). Впадает в Вильву ниже деревни Никулята.

## Данные водного реестра
По данным государственного водного реестра России относится к Камскому бассейновому округу, водохозяйственный участок реки — Кама от города Березники до Камского гидроузла, без реки Косьва (от истока до Широковского гидроузла), Чусовая и Сылва, речной подбассейн реки — бассейны притоков Камы до впадения Белой. Речной бассейн реки — Кама.
Код объекта в государственном водном реестре — 10010100912111100008861.